# Moti per il riso del 1918

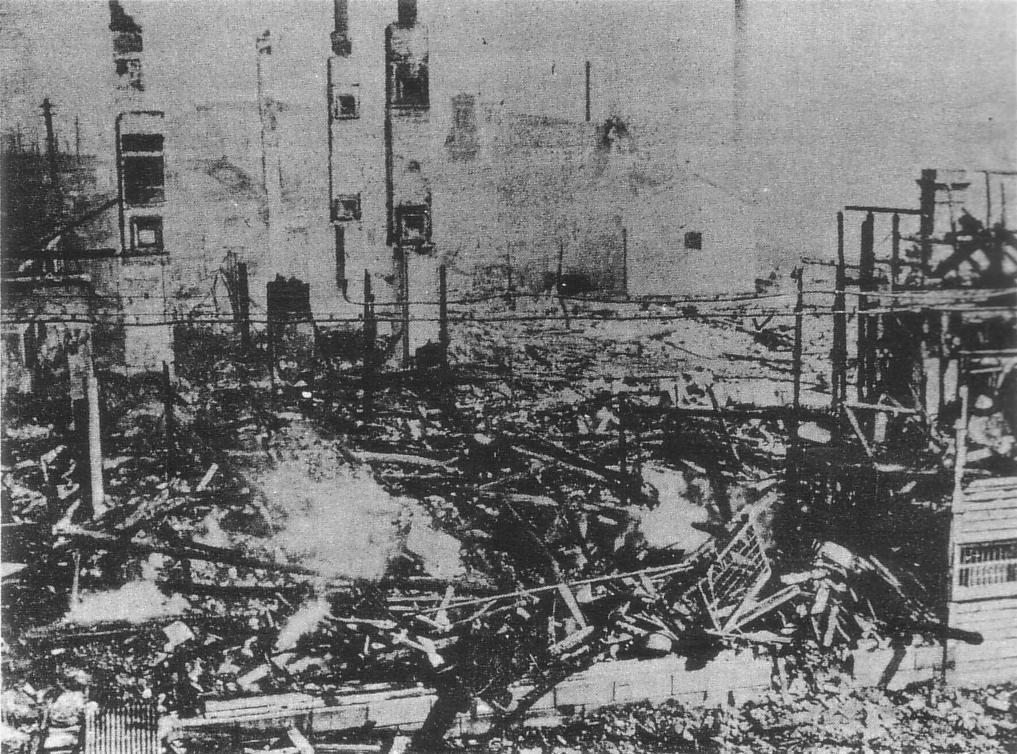
La sede della Suzuki Shoten a Kōbe, completamente bruciata durante i moti per il riso dell'11 agosto 1918.

I Moti del riso del 1918 (米騒動?, kome sōdō) furono una serie di tumulti popolari che scoppiarono in tutto il Giappone dal luglio al settembre 1918, e che portarono al collasso l'amministrazione di Terauchi Masatake.

## Prodromi
Una rapida ascesa del prezzo del riso causò estreme privazioni economiche, in particolare nelle aree rurali dove il riso era il principale alimento base. Nei contadini, il confronto tra i bassi prezzi che essi ricevevano a causa della regolamentazione governativa, e gli alti prezzi di mercato, generò una tremenda ostilità verso i mercanti di riso e i funzionari governativi che avevano consentito la vertiginosa crescita senza controllo dei prezzi al consumo. La crescita del prezzo del riso arrivò in concomitanza al picco della spirale inflazionistica del primo dopoguerra, che fece aumentare i prezzi di ogni genere di consumo e degli affitti, e di conseguenza anche gli abitanti delle città ebbero considerevoli motivi di malcontento. Un secondo fattore fu la massiccia acquisizione di riso da parte del governo per sostenere le truppe impegnate oltremare nell'intervento in Siberia, che portò ad un ulteriore incremento del prezzo del riso. Il governo fallì ad intervenire negli affari economici, e le proteste rurali si diffusero alle cittadine e alle città.

## I moti

Prezzo approssimato del riso in yen per koku.

I moti per il riso sono stati senza pari nella moderna storia giapponese in termini di dimensioni e violenza. La protesta iniziale ebbe luogo nella piccola cittadina di pescatori di Uozu, nella prefettura di Toyama, il 23 luglio 1918. Iniziato con una petizione pacifica, il tumulto ebbe una veloce escalation fino a comprendere moti, scioperi, lanci di bombe incendiarie alle stazioni di polizia e agli uffici governativi. Entro metà settembre del 1918, oltre 623 tumulti avevano avuto luogo in 38 città, 153 cittadine e 177 villaggi, con più di 2 milioni di partecipanti. Circa 25 000 persone furono arrestate, di queste 8 200 vennero condannate per vari crimini con pene che spaziarono da piccole multe fino alla pena di morte.
Assumendosi la responsabilità per i disordini, il primo ministro Terauchi e il suo gabinetto rassegnarono le loro dimissioni il 29 settembre 1918.
Un eventuale collegamento all'imperialismo giapponese è dibattuto. Gli studiosi sostengono che al fine di accontentare la domanda di riso che eccedeva la capacità produttiva giapponese di quel tempo, fu intensificata la produzione di riso nelle colonie a Taiwan e in Corea.